# Maori
Maori (slovenska izgovorjava: Maóri; maorska izgovorjava: Māori) so avtohtono polinezijsko ljudstvo celinske Nove Zelandije (Aotearoa). Maori izvirajo iz priseljencev iz Vzhodne Polinezije, ki so prispeli na Novo Zelandijo v več valovih potovanj s kanujem med približno letoma 1320 in 1350. Več stoletij v izolaciji so ti naseljenci razvili svojo značilno kulturo, katere jezik, mitologija, obrti in uprizoritvene umetnosti so se razvijali neodvisno od tistih iz drugih vzhodnopolinezijskih kultur. Nekateri zgodnji Maori so se preselili na Chathamske otoke, kjer so njihovi potomci postali druga avtohtona polinezijska etnična skupina Nove Zelandije, Moriori.
Zgodnji stiki med Maori in Evropejci, ki so se začeli v 18. stoletju, so segali od koristne trgovine do smrtonosnega nasilja; Māori so aktivno prevzeli številne tehnologije prišlekov. S podpisom pogodbe iz Waitangija leta 1840 sta kulturi sobivali eno generacijo. Naraščajoče napetosti zaradi sporne prodaje zemljišč so privedle do spopadov v 1860-ih in poznejših zaplemb zemljišč, čemur so se Maori ostro upirali. Potem ko je bila pogodba leta 1877 razglašena za pravno nično, so se bili Māori prisiljeni asimilirati v številne vidike zahodne kulture. Družbeni pretresi in epidemije vnesenih bolezni so povzročile uničujoč davek na populaciji Maorov, ki je dramatično upadla, vendar je do začetka 20. stoletja začela okrevati. Ocena iz junija 2023 kaže, da je etnično prebivalstvo Māori na Novi Zelandiji 904.100 ali 17,3 % celotnega prebivalstva.
Vložena so bila prizadevanja, osredotočena na pogodbo iz Waitangija, da bi izboljšali položaj Maorov v širši novozelandski družbi in dosegli socialno pravičnost. Tradicionalna maorska kultura je doživela pomemben preporod, ki ga je dodatno okrepilo maorsko protestno gibanje, ki se je pojavilo v šestdesetih letih prejšnjega stoletja. Vendar se nesorazmerno veliko število Maorov sooča s pomembnimi gospodarskimi in socialnimi ovirami ter imajo na splošno nižjo pričakovano življenjsko dobo in dohodke v primerjavi z drugimi novozelandskimi etničnimi skupinami. Trpijo zaradi višjih stopenj kriminala, zdravstvenih težav, zaporne kazni in nizkega izobraževalnega uspeha. Številne socialno-ekonomske pobude so bile sprožene z namenom »zapolniti vrzeli« med Maori in drugimi Novozelandci. Prav tako poteka politično in gospodarsko reševanje zgodovinskih pritožb.
Māori so druga največja etnična skupina na Novi Zelandiji, takoj za evropskimi Novozelandci (splošno znani pod maorskim imenom Pākehā). Poleg tega v Avstraliji živi več kot 170.000 Maorov. Maorski jezik do neke mere govori približno petina vseh Maorov, kar predstavlja tri odstotke celotnega prebivalstva. Maori so aktivni na vseh področjih novozelandske kulture in družbe, z neodvisno zastopanostjo na področjih, kot so mediji, politika in šport.

## Ime
Beseda Maori v maorščini in v nekaterih drugih polinezijskih jezikih pomeni običajno ali navadno osebo. Beseda Maori se nanaša tudi na ljudstvo s Cookovih otokov, za katere pravimo, da so Maori s Cookovih otokov.

## Zgodovina

### Izvor iz Polinezije
Ni verodostojnih dokazov o poselitvi Nove Zelandije pred Maori; po drugi strani pa prepričljivi dokazi iz arheologije, lingvistike in fizične antropologije kažejo, da so se prvi naseljenci preselili iz Polinezije in postali Maori. Dokazi kažejo, da njihovo poreklo (kot del večje skupine avstronezijskih ljudstev) sega 5000 let nazaj do avtohtonih ljudstev Tajvana. Polinezijci so naselili veliko območje, ki je obsegalo Tongo, Samoo, Tahiti, Havaje, Velikonočni otok (Rapa Nui) – in končno Novo Zelandijo.
Datum prvega prihoda in naselitve je predmet razprave. Pred izbruhom gore Tarawera (okoli 1315) je morda prišlo do nekaj raziskovanja in poselitve, kar temelji na najdbah kosti polinezijskih podgan in školjk, ki so jih podgane obgrizle, ter dokazih o razširjenih gozdnih požarih v približno desetletju pred tem. Ena študija iz leta 2022, ki je uporabljala napredno radiokarbonsko tehnologijo, nakazuje, da se je »zgodnja naselbina Maorov zgodila na Severnem otoku med letoma 1250 in 1275«. Vendar pa sinteza arheoloških in genetskih dokazov zaključuje, da je bilo glavno obdobje poselitve v desetletjih po tem, ne glede na to, ali so nekateri naseljenci prišli pred izbruhom Tarawere ali ne, nekje med 1320 in 1350. To se na splošno ujema z analizami iz ustnih izročil Maorov, ki opisujejo prihod prednikov v številnih velikih oceanskih kanujih (waka) kot načrtovano množično selitev c. 1350.
Imeli so velik vpliv na svoje okolje od njihove prve naselitve na Novi Zelandiji in potovanja južneje, z dokončnimi arheološkimi dokazi o kratki naselbini vse do otoka Enderby. Nekateri ugibajo, da so bili maorski raziskovalci morda prvi ljudje, ki so odkrili Antarktiko: Po prevodu Stephensona Percyja Smitha iz 19. stoletja del rarotonške ustne zgodovine opisuje Ui-te- Rangiora, okoli leta 650, ki je vodil floto Waka Tīwai proti jugu, dokler niso dosegli »kraja hudega mraza, kjer so se skalnate strukture dvigovale iz trdnega morja«. Na podlagi interpretacij Wehi in njenih kolegov so kasnejši komentatorji špekulirali, da bi se ti kratki opisi lahko ujemali z ledeno Rossovo polico ali morda celino Antarktike ali ledenimi gorami, obdanimi z morskim ledom, najdenimi v Južnem oceanu. Drugi učenjaki so veliko bolj skeptični, povzročajo resne težave s Smithovimi prevodi in opozarjajo na pomorsko tehnologijo, ki je potrebna za potovanje po Antarktiki. Ne glede na te razprave so bili Māori prefinjeni pomorščaki in Nova Zelandija je močno povezana z Antarktiko in nekateri želijo, da bi bile vrednote Maorov sestavni del človeške prisotnosti tam.

### Zgodnja zgodovina
Najzgodnejše obdobje poselitve Maorov, znano kot 9arhaično9, moahuntersko ali 'kolonizacijsko' obdobje, sega v čas prihoda do ok. leta 1500. Zgodnja maorska prehrana je vključevala obilico moa in drugih velikih ptic ter novozelandskih morskih medvedov, ki še nikoli niso bili lovljeni. To arhaično obdobje je znano po značilnih »ogrlicah na kolutih« in tudi izjemno po pomanjkanju orožja in utrdb, značilnih za kasnejše 'klasične' Maore. Najbolj znano in najbolj raziskano arhaično najdišče Wairau Bar na Južnem otoku kaže dokaze o zasedbi od zgodnjega 13. stoletja do zgodnjega 15. stoletja. To je edino znano novozelandsko arheološko najdišče, ki vsebuje kosti ljudi, ki so bili rojeni drugje.
Dejavniki, ki so delovali pri prehodu v klasično obdobje (kultura v času evropskega stika), vključujejo znatno hladnejše obdobje od leta 1500 ter izumrtje moe in drugih vrst hrane.
Za klasično obdobje je značilno fino izdelano orožje in okraski pounamu (zeleni kamen); dovršeno izrezljani vojni kanuji in wharenui (hiše za srečanja). Māori so živeli v avtonomnih naselbinah v razširjenih skupinah hapū, ki so izvirale iz skupnih prednikov iwi. Naselja so imela obdelovalne površine in vire hrane za lov, ribolov in nabiralništvo. Utrjeni pā so bili zgrajeni na strateških lokacijah zaradi občasnih vojn zaradi napačnih dejanj ali virov; ta praksa se je razlikovala na različnih lokacijah po vsej Novi Zelandiji, z več prebivalstva na skrajnem severu. Obstaja stereotip, da so bili Māori »naravni bojevniki«; vendar vojskovanje in z njim povezane prakse, kot je kanibalizem, niso bili prevladujoč del maorske kulture.
Okoli leta 1500 se je skupina Maorov preselila na vzhod do Chathamskih otokov in se razvila v ljudstvo, znano kot Moriori, s pacifizmom kot ključnim delom njihove kulture.

### Stik z Evropejci
Prvi evropski raziskovalci na Novo Zelandijo so bili Abel Tasman, ki je prišel leta 1642; kapitan James Cook, leta 1769; in Marion du Fresne leta 1772. Začetni stik med Maori in Evropejci se je izkazal za problematičnega in včasih usodnega, saj je Tasman dal ubiti štiri svoje može in verjetno ubil vsaj enega Maora, ne da bi sploh pristal. Cookovi možje so v treh dneh po njegovem prvem izkrcanju ustrelili vsaj osem Maorov, čeprav je imel pozneje dobre odnose z Maori. Tri leta kasneje, po obetavnem začetku, so bili du Fresne in 26 mož njegove posadke ubiti. Od leta 1780 so Maori vse pogosteje srečevali tudi evropske in ameriške lovce na tjulnje, kitolovce in krščanske misijonarje. Odnosi so bili večinoma miroljubni, čeprav jih je pokvarilo več nadaljnjih nasilnih incidentov, od katerih je bil najhujši pokol v Boydu in kasnejši maščevalni napadi.
Evropska naselitev na Novi Zelandiji se je začela v zgodnjem 19. stoletju, kar je privedlo do obsežne izmenjave kulture in idej. Mnogi Māori so cenili Evropejce, ki so jih imenovali Pākehā, kot sredstvo za pridobivanje zahodnega znanja in tehnologije. Māori so hitro sprejeli pisanje kot sredstvo za izmenjavo idej in številne njihove ustne zgodbe in pesmi so bile spremenjene v pisno obliko. Uvedba krompirja je povzročila revolucijo v kmetijstvu, pridobitev mušket s strani Māori iwi pa je pripeljala do obdobja posebej krvavega medplemenskega spopada, znanega kot mušketne vojne, v katerem je bilo veliko skupin zdesetkanih, druge pa pregnanih z njihovega tradicionalnega ozemlja. Pacifisti Moriori na  Chathamskih otokih so podobno utrpeli pokol in podjarmljenje v invaziji nekaterih iwijev Taranaki. Istočasno so Maori utrpeli visoko stopnjo umrljivosti zaradi evrazijskih nalezljivih bolezni, kot so gripa, črne koze in ošpice, ki so po ocenah ubile od 10 do 50 odstotkov Maorov.
Do leta 1839 je po ocenah na Novi Zelandiji živelo okoli 2000 Evropejcev, britanska krona pa je ugodila večkratnim prošnjam misijonarjev in nekaterih maorskih poglavarjev (rangatira) za posredovanje. Britanska vlada je poslala kapitana kraljeve mornarice Williama Hobsona na pogajanja o pogodbi med britansko krono in Maori, ki je postala znana kot pogodba iz Waitangija. Od februarja 1840 so to pogodbo podpisali krona in 500 maorskih poglavarjev iz celotne Nove Zelandije. Pogodba je Maorom podelila pravice britanskih podložnikov in zajamčila Maorom lastninske pravice in plemensko avtonomijo v zameno za sprejetje britanske suverenosti in priključitev Nove Zelandije kot kolonije v Britanskem imperiju.  Vendar se nadaljujejo spori glede vidikov pogodbe iz Waitangija, vključno z razlikami v besedilu v obeh različicah (v angleščini in maorščini), kot tudi nesporazumi različnih kulturnih konceptov; zlasti maorska različica ni prepustila suverenosti britanski kroni. V sodnem primeru iz leta 1877 je bila pogodba razglašena za »enostavno nično« z utemeljitvijo, da so bili podpisniki »primitivni barbari«.
Kljub temu so bili odnosi med Maori in Evropejci v zgodnjem kolonialnem obdobju večinoma miroljubni. Številne maorske skupine so ustanovile podjetja, ki so dobavljala hrano in druge izdelke za domače in čezmorske trge. Ko je nasilje res izbruhnilo, kot v Wairau Affray, Flagstaff War, Hutt Valley Campaign in Wanganui Campaign, je bilo na splošno omejeno in sklenjeno z mirovno pogodbo. Vendar pa so do leta 1860 naraščajoče število naseljencev in napetosti zaradi spornih nakupov zemljišč privedli do poznejših novozelandskih vojn, ki jih je kolonialna vlada vodila proti številnim iwijem Maori z uporabo lokalnih in britanskih cesarskih enot ter nekaterih zavezniških iwijev. Zaradi teh konfliktov je kolonialna vlada zaplenila dele maorske zemlje kot kazen za tako imenovane 'upore'. Pākehā (evropski) naseljenci bi zasedli zaplenjeno zemljo. Po vojnah je izbruhnilo tudi več manjših konfliktov, vključno z incidentom v Parihaki leta 1881 in vojno za davke na pse od leta 1897 do 1898. Ustanovljeno je bilo tudi sodišče domačih dežel za prenos maorske zemlje iz skupne lastnine v individualno lastnino kot sredstvo za asimilacijo in olajšati večjo prodajo evropskim naseljencem.

### Zaton in oživitev
Do poznega 19. stoletja je med Pākehā in Māori obstajalo splošno prepričanje, da bo maorsko prebivalstvo prenehalo obstajati kot ločena rasa ali kultura in se asimiliralo v evropsko prebivalstvo. Od poznega 19. do sredine 20. stoletja so bili v novozelandski družbi uvedeni različni zakoni, politike in prakse, ki so spodbudili Māore, da se prilagodijo normam Pākehā; med temi sta opazna Zakon o zatiranju jezika Tohunga iz leta 1907 in zatiranje maorskega jezika v šolah, ki se pogosto izvaja s telesnim kaznovanjem. Po popisu leta 1896 je imela Nova Zelandija 42.113 prebivalcev Maorov, do takrat pa je bilo Evropejcev več kot 700.000.
Zmanjšanje se ni nadaljevalo in populacija Maorov si je v 20. stoletju še opomogla. Vplivni maorski politiki, kot so James Carroll, Āpirana Ngata, Te Rangi Hīroa in Māui Pōmare, so si prizadevali za oživitev maorskega ljudstva po opustošenju prejšnjega stoletja. Verjeli so, da prihodnja pot zahteva določeno stopnjo asimilacije, pri čemer so Maori sprejeli evropske prakse, kot sta zahodna medicina in izobraževanje (zlasti učenje angleščine), hkrati pa ohranili tradicionalne kulturne prakse. Māori so se borili tudi med obema svetovnima vojnama v specializiranih bataljonih (maorski pionirski bataljon v prvi svetovni vojni in 28. (maorski) bataljon v drugi svetovni vojni). Maore je močno prizadela tudi epidemija gripe leta 1918, pri čemer je bila stopnja smrtnosti pri Maorih 4,5-krat višja kot pri Pākehā. Po drugi svetovni vojni je uporaba te reo Māori strmo upadla v korist angleščine.
Od 1960-ih je Maoridom doživel kulturni preporod sočasno z aktivizmom za socialno pravičnost in protestnim gibanjem. Kōhanga reo (predšolske ustanove v maorskem jeziku) so bile ustanovljene leta 1982 za spodbujanje uporabe maorskega jezika in zaustavitev upadanja njegove uporabe. Dva televizijska kanala v maorskem jeziku oddajata vsebino v maorskem jeziku, medtem ko so besede, kot je kia ora, postale razširjene v novozelandski angleščini.
Vladno priznanje naraščajoče politične moči Maorov in politični aktivizem sta pripeljala do omejenega nadomestila za zgodovinske zaplembe zemljišč. Leta 1975 je krona ustanovila sodišče Waitangi za preiskavo zgodovinskih pritožb, od 1990-ih pa se je novozelandska vlada pogajala in dokončala pogodbene poravnave s številnimi iwi po vsej Novi Zelandiji. Do junija 2008 je vlada zagotovila več kot 900 milijonov novozelandskih dolarjev v poravnavah, večino tega v obliki zemljiških poslov. Vse več je maorskega vodstva, ki ta naselja uporablja kot naložbeno platformo za gospodarski razvoj.
Kljub naraščajočemu sprejemanju maorske kulture v širši novozelandski družbi so pogodbene poravnave povzročile veliko polemik. Nekateri Maori so trdili, da se poravnave zgodijo na ravni med enim in dvema centoma in pol na dolar vrednosti zaplenjenih zemljišč in ne predstavljajo ustreznega nadomestila. Nasprotno pa nekateri ne-Maori obsojajo naselbine in socialno-ekonomske pobude kot prednostno obravnavo na podlagi rase. Oba občutka sta bila izražena med polemiko o novozelandski obali in morskem dnu leta 2004.

## Demografija
V skladu z zakonom Māori Affairs Amendment Act 1974 je Māori opredeljen kot »oseba rase Māori Nove Zelandije; in vključuje vse potomce takšne osebe«. James Cook je ocenil, da je prebivalstvo Maorov okoli poznega 18. stoletja znašalo 100.000. Zgodovinar Michael King meni, da je nekoliko višja številka 110.000 bolj verjetna. Njihovo število se je v 19. stoletju zmanjšalo na vsega 42.000; upad so pripisali vplivu evropske kolonizacije, vključno z novimi boleznimi. Nato je število prebivalcev hitro raslo.
Na novozelandskem popisu leta 2018 je bilo 775.836 ljudi opredeljenih kot del etnične skupine Māori, kar je predstavljalo 16,5 % prebivalstva Nove Zelandije. Od popisa leta 2013 se je povečalo za 177.234 oseb (29,6 %), od popisa leta 2006 pa za 210.507 oseb (37,2 %). Veliko povečanje med popisoma 2013 in 2018 je bilo predvsem posledica tega, da je novozelandski statistični urad dodal podatke o etnični pripadnosti iz drugih virov (prejšnji popisi, administrativni podatki in imputacije) podatkom popisa 2018, da bi zmanjšal število neodgovorov.
Kar zadeva porazdelitev prebivalstva, 85,7 % Maorov živi na Severnem otoku, 14,2 % pa na Južnem otoku. Chathamski otoki imajo največjo koncentracijo Maorov, in sicer 66,1 %, sledijo okrožje Wairoa (65,7 %), okrožje Ōpōtiki (63,7 %), okrožje Kawerau (61,7 %) in okrožje Gisborne (52,9 %). Območje lokalnega odbora Upper Harbour v Aucklandu ima najnižjo koncentracijo Maorov, in sicer 5,1 %, sledi okrožje Queenstown-Lakes District s 5,3 %.
Od tistih, ki so se ob popisu prebivalstva leta 2018 opredelili kot Maori, se je 352.755 ljudi (45,5 %) opredelilo kot edina etnična pripadnost Māori, medtem ko se je 336.174 ljudi (43,3 %) opredelilo tako za evropsko kot za maorsko etnično pripadnost, zaradi visoke stopnje medsebojnih zakonskih zvez med obema etničnima skupinama.
Največji iwi glede na število prebivalcev ob popisu leta 2013 je bil Ngāpuhi (125.601), sledili so mu Ngāti Porou (71.049), Ngāi Tahu (54.819) in Waikato (40.083). Vendar pa več kot 110.000 ljudi maorskega porekla ni moglo prepoznati svojega iwija.
Zunaj Nove Zelandije obstaja velika populacija Maorov v Avstraliji, ki je v avstralskem popisu leta 2021 poročala o 170.057. Leta 2007 je stranka Maori predlagala, da se v novozelandskem parlamentu ustvari poseben sedež, ki bi zastopal Maore v Avstraliji. Manjše skupnosti obstajajo tudi v Združenem kraljestvu (približno 8000), ZDA (do 3500) in Kanadi (približno 2805).

## Kultura, navade
Maorska kultura je poseben del novozelandske kulture in je zaradi velike diaspore in vključevanja maorskih motivov v popularno kulturo razširjena po vsem svetu. Sodobna maorska kultura vključuje tako tradicionalne vplive kot vplive 20. stoletja.

### Tradicionalna kultura
Arheološki zapisi kažejo na postopen razvoj kulture. V nekaj stoletjih je naraščajoče prebivalstvo povzročilo tekmovanje za vire in povečanje vojskovanja ter povečano pogostost utrjenih pā. Pojavili so se tudi različni sistemi, namenjeni ohranjanju virov; večina teh, kot sta tapu in rāhui, je uporabljala verske ali nadnaravne grožnje, da bi ljudi odvrnila od lovljenja vrst v določenih letnih časih ali na določenih območjih.
Vojne med plemeni so bile običajne in Māori so včasih pojedli svoje premagane sovražnike ali jih zasužnjili. Uprizoritvene umetnosti, kot je haka, so se razvile iz svojih polinezijskih korenin, prav tako rezbarstvo in tkanje. Pojavila so se regionalna narečja z razlikami v besedišču in izgovorjavi nekaterih besed, vendar je jezik ohranil dovolj podobnosti z drugimi vzhodnopolinezijskimi jeziki, da je Tupaia, tahitijski navigator na prvem potovanju Jamesa Cooka v regiji, deloval kot tolmač med Māori in posadko Endeavourja.

### Prepričanje in religija
Tradicionalna verovanja Maorov izvirajo iz polinezijske kulture. Pojmi, kot so tapu (sveto), noa (nesveto), mana (avtoriteta/prestiž) in wairua (duh), so urejali vsakdanje življenje Maorov, obstaja pa tudi veliko božanstev Maorov. Danes nekateri Maori sledijo različnim krščanskim veram, kot so prezbiterijanstvo, Cerkev Jezusa Kristusa svetih iz poslednjih dni, krščanske skupine Maorov, kot sta Rātana in Ringatū, ter tudi katoliške, anglikanske in metodistične veroizpovedi. Po popisu prebivalstva na Novi Zelandiji leta 2018 je bilo 7,7 odstotka Maorov povezanih z maorskimi religijami, prepričanji in filozofijami; 29,9 odstotka s krščansko veroizpovedjo in 53,5 odstotka Maorov trdi, da niso veroizpovedi. Deleži krščanskih in nevernih Maorov so primerljivi z evropskimi Novozelandci.
Mnogi Maori spoštujejo duhovne tradicije, kot sta tapu in noa. Določeni predmeti, območja ali stavbe so tapu (duhovno omejeni) in morajo postati noa (neomejeni) s ceremonialnim dejanjem. Običajna praksa je na primer sezuvanje čevljev pred vstopom v wharenui (hišo za srečanja) v znak spoštovanja do prednikov, ki so zastopani in duhovno prisotni v wharenui. Drugi duhovni ritual je hurihanga takapau (očiščenje), ki se izvaja med ribolovom, da se zagotovi, da na ribah ni tapuja.

### Uprizoritvene umetnosti
Maori uporabljajo kulturne izvedbe waiata (pesem), haka (ples), tauparapara (napevi) in mōteatea (poezija) za izražanje in posredovanje znanja in razumevanja o zgodovini, skupnostih in odnosih. Kapa haka je maorska uprizoritvena umetnost, za katero verjamejo, da izvira iz legendarne figure Tinirau. Izvajali so jo za turiste po evropskih stikih, začenši v 1880-ih; to je včasih vključevalo prilagoditve, da bi bilo bolj znano evropskemu občinstvu. V prvi svetovni vojni so ga uporabili za zbiranje denarja za Sklad maorskih vojakov, ki ga je spodbujal Āpirana Ngata. Haka se pogosto izvaja v pōwhiriju (slovesnosti dobrodošlice).
Od leta 1972 poteka redno državno tekmovanje kapa haka, nacionalni festival Te Matatini, ki ga organizira Društvo za uprizoritvene umetnosti Aotearoa Traditional Māori. Obstajajo skupine kapa haka v šolah, terciarnih ustanovah in na delovnih mestih, izvajajo pa jo tudi na turističnih prizoriščih po vsej državi.
Whare tapere (zabaviščne hiše) so bile prizorišče pripovedovanja zgodb, plesa in lutkovne igre v predevropski maorski kulturi. Maorsko gledališče in sodobni ples sta cvetela v 1970-ih in 1980-ih s skupinami, kot so Te Ohu Whakaari, Te Ika a Maui Players in Taki Rua. Sodobni maorski odrski pisci, igralci in režiserji so George Henare, Riwia Brown, Hone Kouka, Nancy Brunning, Jim Moriarty, Briar Grace-Smith in številni drugi. Sodobne uprizoritvene umetnosti vključujejo gledališke družbe Taki Rua, Tawata Productions, ki vodijo letni festival dramatike za domorodne pisatelje, imenovan Breaking Ground, in plesni skupini, Atamira Dance Company in Okareka Dance Company. V Aucklandu je Te Pou, kaupapa maorsko prizorišče uprizoritvenih umetnosti, ki razvija in sodeluje z maorskimi gledališkimi ustvarjalci.
Tradicionalni maorski instrumenti so taonga pūoro. Izpolnjevali so različne vloge, vključno s pripovedovanjem zgodb, verskimi tradicijami in tudi vsakodnevnimi funkcijami, kot je začetek novega dne. Taonga pūoro delimo na dve področji, melodične inštrumente, kot je flavta, in ritmične inštrumente, kot je poi »kroglice posušenega lanu na vrvici, ki se vrtijo in udarjajo«.